# 目ン無い千鳥
「目ン無い千鳥」（めンないちどり）は、1940年（昭和15年）4月10日にコロムビアレコード（日本コロムビア）から発売された流行歌。A面は「新妻鏡」である。
作詞はサトウハチロー、作曲は古賀政男。歌は霧島昇とミス・コロムビアである。
1940年（昭和15年）の5月に公開された、山田五十鈴主演の東宝映画「新妻鏡」の主題歌で、A面は「新妻鏡」であるが、映画内で挿入歌として効果的に使われたためA面よりもヒットした。
その後、1965年（昭和40年）に島倉千代子がカバー曲としてシングルを発売。なおこのシングルのA面は「新妻鏡」である。
さらに1969年（昭和44年）、大川栄策がカバーした。古賀はこの曲の出来に気を良くし、A面にして大川を売り出そうとしたが、レコード会社側は当時、無名だった大川をA面にしても売れないだろうと判断し、アントニオ古賀のレコードのB面に入れて発売した。しかしリリース後、B面の大川の曲にファンの支持が集まり、再び「B面のヒット曲」となった。なお同時収録となったアントニオ古賀の収録曲は新妻鏡であり、偶然にも島倉・大川と揃って霧島昇のオリジナル版と同じA面・B面の組合せとなった。
なお、大川が歌う新妻鏡は翌年の1970年（昭和45年）にシングルで発売されている。